# Parafia Matki Bożej Nieustającej Pomocy w Kaliskach
Parafia Matki Bożej Nieustającej Pomocy w Kaliskach – rzymskokatolicka parafia w Kaliskach. Należy do dekanatu zblewskiego diecezji pelplińskiej. Erygowana w 1975 roku.

## Zasięg parafii
Na obszarze parafii leżą miejscowości: Bartel, Cieciorka, Dunajki, Frank, Kazub, Lipy, Okoniny, Okoninki, Płociczno, Strych.